# Сааков, Юрий Суренович
Юрий Суренович Сааков (25 февраля 1937, Ялта — 13 марта 2004, Москва) — советский кинорежиссёр, сценарист, кинодокументалист, автор публикаций об истории отечественного кино.

## Биография
Родился 25 февраля 1937 года в Ялте, там же провёл детство, воспитывался мамой Таисией Александровной и бабушкой. В 1955 году поступил во Всероссийский государственный университет кинематографии имени С. А. Герасимова на режиссёрский факультет (мастерская М. Ромма). В Москве встретился с отцом Суреном Амбарцумовичем, врачом Первой градской больницы.
По окончании ВГИКа в 1959 году сдружился со своим учителем — режиссёром Григорием Васильевичем Александровым, о жене которого — Любови Орловой впоследствии написал книги воспоминаний. Также был другом певцов Ивана Козловского и Людмилы Зыкиной.
С 1960 года стал режиссёром творческого объединения «Экран». В 1960—1970-х годах писал сценарии к развлекательным программам Голубого огонька.
В перестройку был вынужден покинуть телекомпанию «Останкино». С уходом на пенсию занялся написанием книг, строительством дачи и воспитанием внука.
Скончался 13 марта 2004 года в Москве.

## Семья
- Отец — Сурен Амбарцумович Сааков
- Мать — Таисия Александровна Бакшеева
- Жена — Татьяна Никифоровна Засухина
- Дочь — Милена Юрьевна Саакова

## Фильмография
| 1960 | КСЭ продолжает поиск                                   | зелёная ✓                 |                                         | документальный   |
| 1964 | Соберите Венеру                                        | зелёная ✓                 |                                         | фильм-спектакль  |
| 1965 | В первый час                                           | зелёная ✓                 | совместно с Л. Лукьяновым               |                  |
| 1966 | Сказки русского леса                                   | зелёная ✓                 | совместно с Н. Фоминой                  |                  |
| 1967 | Самая высокая…                                         | зелёная ✓                 | совместно с М. Соймоновой               | фильм-спектакль  |
| 1969 | Похищение                                              | зелёная ✓                 |                                         |                  |
| 1970 | Имя твоё                                               | совместно с А. Лапаури    |                                         | фильм-спектакль  |
| 1970 | Наедине со словом                                      | совместно с И. Ильинским  | зелёная ✓                               | фильм-спектакль  |
| 1971 | Эти разные, разные, разные лица…                       | совместно с И. Ильинским  | зелёная ✓                               |                  |
| 1971 | Старосветские помещики                                 | совместно с И. Ильинским  | зелёная ✓                               | фильм-спектакль  |
| 1972 | Два рассказа                                           | зелёная ✓                 |                                         | фильм-спектакль  |
| 1973 | Эта весёлая планета                                    | совместно с Ю. Цветковым  | совместно с Д. Ивановым и В. Трифоновым |                  |
| 1974 | Ильинский о Зощенко                                    | совместно с И. Ильинским  | зелёная ✓                               | фильм-спектакль  |
| 1975 | Ильинский о Маршаке                                    | совместно с И. Ильинским  | зелёная ✓                               | фильм-спектакль  |
| 1976 | Ансамбль неудачников                                   | зелёная ✓                 |                                         | короткометражный |
| 1977 | По страницам «Голубой книги»                           | зелёная ✓                 |                                         | фильм-спектакль  |
| 1977 | Песни Марка Фрадкина                                   | зелёная ✓                 |                                         | фильм-концерт    |
| 1977 | Эти невероятные музыканты, или Новые сновидения Шурика | зелёная ✓                 | зелёная ✓                               | фильм-концерт    |
| 1979 | Поёт ансамбль «Здравствуй, песня!»                     | зелёная ✓                 |                                         | фильм-концерт    |
| 1979 | Сказки Пушкина                                         | зелёная ✓                 |                                         | фильм-спектакль  |
| 1981 | Композитор Серафим Туликов                             | зелёная ✓                 | зелёная ✓                               | фильм-концерт    |
| 1982 | Сергей Островой. Стихи и песни                         | зелёная ✓                 |                                         | фильм-концерт    |
| 1982 | Акробатка Тамара Лязгина                               | зелёная ✓                 |                                         | документальный   |
| 1987 | Ещё одна улыбка                                        | совместно с Ю. Архипцевым | зелёная ✓                               | короткометражный |
| 1988 | Музыка моего города                                    | зелёная ✓                 |                                         | фильм-концерт    |
| 1989 | Валерий Золотухин. В свободное от работы время         | зелёная ✓                 |                                         | фильм-концерт    |
| 1990 | Вилла «Валерия»                                        | зелёная ✓                 | зелёная ✓                               | документальный   |
| 1991 | Воспоминание о «Коровьем марше»                        | зелёная ✓                 | зелёная ✓                               |                  |